# Индустриальная долина Валлонии
Индустриальная долина Валлонии (фр. sillon industriel) — основной старопромышленный район Бельгии. Он начинается у города Дур в регионе Боринаж (на французской границе), пересекает Валлонию и заканчивается у города Вервье на северо-востоке страны, занимая площадь порядка 1 тыс. км². Этот регион получил своё название за приуроченность к долинам рек Эна, Самбра, Маас и Ведр.
В пределах индустриальной долины располагаются такие крупные промышленные центры, как Монс, Ла-Лувьер, Шарлеруа, Намюр, Юи и Льеж. Эта территория также известна как промышленный хребет Валлонии (фр. dorsale wallonne) или долина Шарлеруа — Льеж.
На территории долины проживает около двух третей населения Валлонии (более 2 млн чел.), поэтому города долины иногда рассматривают как Валлонскую конурбацию.
К настоящему времени сектор услуг сменил тяжёлую промышленность в качестве основного сектора экономики городов долины.

## История
Индустриальная Долина была одним из первых районов тяжёлой промышленности в Европе, вплоть до середины XX в. этот регион был основой экономического благополучия страны. После Второй Мировой войны металлургические и угледобывающие предприятия в регионе стали терять своё значение, но в то же время получило развитие производство стекла и соды. Второй взлёт валлонской промышленности завершился к 1970-м годам.
Старые, традиционные промышленные отрасли Валлонии, в особенности сталелитейная, стали терять конкурентное преимущество в тот период, но в связи с общим ростом мирового благосостояния ухудшение положения экономики Валлонии не было заметно вплоть до 1973 г. и 1979 г. кризис на нефтяном рынке и дальнейшие изменения в международном потреблении привели экономику к длительной рецессии. Значительно вырос уровень безработицы, что особенно ярко проявилось на фоне динамично развивающихся крупных городов Фландрии.
На территории Долины неоднократно вспыхивали волнения рабочих как социальной, так и политической направленности. Стачка 1886 года была обусловлена экономическим кризисом, волнения 1893, 1902 и 1913 г. имели целью установление всеобщего избирательного права. Во время Великой Депрессии произошли стачки 1932 и 1936 гг., а в 1950 г. возмущения имели целью не допустить возвращения на трон короля Леопольда III (вопрос о легитимности королевской власти). Долина была центром всеобщей стачки зимой 1960—1961 годов (англ.), которая привела к широким политическим реформам, в частности, к получению Валлонией статуса автономии. Кроме того, население Долины в XX веке выступало на антиклерикальной позиции.

## История добычи угля
Добыча каменного угля в Долине активизировалась на рубеже XVIII и XIX веков для нужд активно развивающейся чёрной металлургии. Бельгийский уголь также отправлялся на экспорт как через порты в устье Шельды, так и по новому каналу Сен-Кантен во Францию. Первоначально разрабатывались неглубокие угольные пласты: в 1790 году максимальная глубина шахт составляла 220 метров. Вслед за истощением вышележащих пластов глубина шахт увеличивалась: к 1866 г. добыча угля уже велась на глубинах до 700—900 метров, а шахта глубиной 1065 метров, по-видимому, была в то время самой глубокой в Европе. Серьёзной проблемой оставалась высокая смертность шахтёров из-за взрывов метана. К концу XIX в. запасы угля стали постепенно истощаться, и шахты уже не могли полностью обеспечивать потребности бельгийских металлургических компаний, которые стали импортировать уголь из Рура. Тем не менее, в стране в начале XX в. действовало 265 шахт, которые суммарно давали 23 млн тонн угля (максимальная добыча за всю историю Бельгии составляет 30 млн тонн).
Второй всплеск добыча угля испытала после 1900 года, когда Андре Дюмон (1847—1920) открыл угольные месторождения в районе Де-Кемпен, которое расположено относительно недалеко от Льежа, однако не является частью Валлонии (фламандская провинция Лимбург). После Второй Мировой войны на процесс истощения угольных месторождений наложился приток дешёвых нефтепродуктов и природного газа, а также развитие атомной энергетики. Реструктуризация угольной отрасли в 1965 году привела шахтёрским возмущениям, которые завершились гибелью двух рабочих в следующем году на шахте Звартберг.
К настоящему времени добыча угля в Бельгии свёрнута: в 1980 г. были закрыты последние шахты подо Льежем, в 1984 — в Южной Валлонии, а в 1992 — в бассейне Де-Кемпен (шахта Зольдер). Согласно данным US EIA (Управление энергетической информации (США)), производство угля в Бельгии завершилось в 2006 году.

## Современность
Индустриальная долина является основным регионом поддержки Социалистической партии (фр. Parti Socialiste), которая имеет в качестве электоральной базы франкоязычных жителей Бельгии.
Кризис тяжёлой промышленности привёл к тому, что к началу 2000-х годов душевой ВРП в некоторых регионах Долины оставался ниже 75 % от среднего уровня в Евросоюзе (редкий случай для стран-основателей ЕС). Соответственно, эти территории стали объектами общеевропейской региональной политики (которая в первую очередь рассчитана на депрессивные регионы стран Центральной и Восточной Европы, которые вступили в ЕС в 2004 году). Средства Европейского фонда регионального развития, Европейского социального фонда и фонда «Единство» были направлены на «конвергенцию», то есть на повышение душевого ВРП выше предела в 75 % от среднеевропейского уровня. В рамках этой программы была оказана поддержка развитию местного бизнеса, финансировалось возведение и модернизация инфраструктурных объектов (очистных сооружений, мусороперерабатывающих заводов), обеспечение территории высокоскоростным доступом в Интернет. К 2013 году основная цель региональной политики в Долине была выполнена.